# 305 mm/45 Model 1887
305 mm/45 Model 1887 — 305-миллиметровое корабельное артиллерийское орудие, разработанное и производившееся в Франции. Состояло на вооружении ВМС Франции. Им были вооружены три эскадренных броненосца типа «Шарль Мартель»: «Шарль Мартель», «Карно», «Жорегиберри». Стало первым французским морским орудием калибра 12", наиболее распространённого в то время и ознаменовавшим отход французского военно-морского руководства от ставки на превосходство в калибре над потенциальными противниками. Дальнейшим развитием этого орудия стала артсистема 305 mm/40 Model 1893, которой вооружили броненосец «Массена».